# Бібліографія Стівена Бекстера

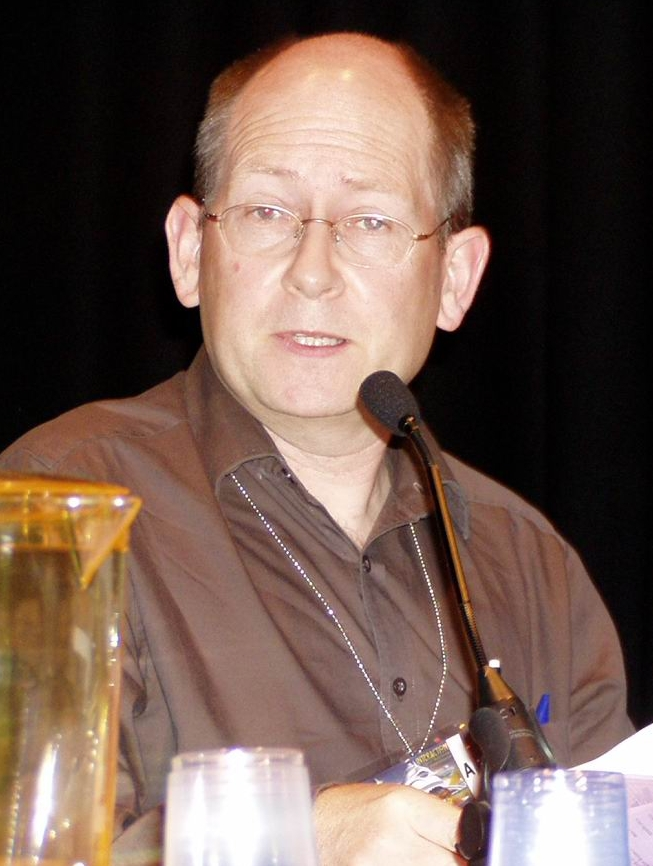
Стівен Бекстер

Повна бібліографія британського письменника-фантаста Стівена Бекстера.

## Фантастика

### Цикли романів

#### Послідовність Ксілі (Xeelee Sequence)
- Пліт (англ. Raft, 1991)
- Часоподібна нескінченність (англ. Timelike Infinity, 1992)
- Течія (англ. Flux, 1993)
- Кільце (англ. Ring, 1997)
- Вакуумні діаграми (англ. Vacuum Diagrams, 1997)

##### Підцикл «Дитя долі» (Destiny's Children)
- Вирощений (англ. Coalescent, 2003)
- Тріумфуючий (англ. Exultant, 2004)
- Видатний (англ. Transcendent, 2005)
- Блискучий (англ. Resplendent, 2006)

#### NASA (NASA Trilogy)
- Мандрівка (англ. Voyage, 1996)
- Титан (англ. Titan, 1997)
- Місячне сім'я (англ. Moonseed, 1998)

#### Мережа (The Web)
Для 12-титомної серії «Мережа» про Інтернет майбутнього, розрахованої на підлітків, Стівен Бекстер написав два тома:
- Гулліверзона (англ. Gulliverzone, 1997)
- Падіння мережі (англ. Webcrash, 1998)

#### Різномаїття (Manifold)
- Різномаїття: Час (англ. Manifold: Time, 1999)
- Різномаїття: Простір (англ. Manifold: Space, 2000)
- Різномаїття: Джерело (англ. Manifold: Origin, 2001)
- Фазовий простір (англ. Phase Space, 2002)

#### Мамонт (Mammoth Trilogy)
- Срібляста (англ. Silverhair, 1999)
- Довгий бивень (англ. Longtusk, 1999)
- Крижані кості (англ. Icebones, 2001)
- Звір (англ. Behemoth; Чудисько, 2004) — збірка всіх трьох романів.

#### Часова Одісея (A Time Odyssey) (у співавторстві зАртуром Кларком)
- Око часу (англ. Time's Eye, 2003)
- Сонячна буря (англ. Sunstorm, 2005)
- Першонароджені (англ. Firstborn, 2007)

#### Гобелен часу (Time's Tapestry)
- Імператор (англ. Emperor, 2006)
- Завойовник (англ. Conqueror, 2007)
- Навігатор (англ. Navigator, 2007)
- Ткач (англ. Weaver, 2008)

#### Потоп/Ковчег (Flood/Ark)
- Потоп (англ. Flood, 2008)
- Ковчег (англ. Conqueror, 2009)

#### Північний край (Northland)
- Кам'яна весна (англ. Stone Spring, 2010)
- Бронзове літо (англ. Bronze Summer, 2011)
- Залізна зима (англ. Iron Winter, 2012)

#### Довга Земля (The Long Earth) (у співавторстві зТеррі Пратчеттом)
- Довга Земля (англ. The Long Earth, 2012)
- Довга війна (англ. The Long War, 2013)
- Довгий Марс  (англ. The Long Mars, 2014)
- Довга утопія (англ. The Long Utopia, 2015)
- Довгий космос (англ. The Long Cosmos, 2016)

## Позасерійні романи
- Антикрига (англ. Anti-Ice, 1993)
- Корабель часу (англ. The Time Ships, 1995)
- Світло інших днів (англ. The Light of Other Days, 2000)
- Еволюція (англ. Evolution, 2003)
- Н-бомбова дівчина (англ. The H-Bomb Girl, 2007)
- Доктор Хто: Крижане колесо (англ. Doctor Who: The Wheel of Ice, 2012)
- Хроніки медузи (англ. The Medusa Chronicles, 2016)
- Різанина людства (англ. The Massacre of Mankind, 2017)
- Сліди (англ. Traces, 1998)
- Мисливці Пангеї (англ. The Hunters of Pangaea, 2004)

## Науково-популярні твори
- Глибоке майбутнє (англ. Deep Future, 2001)
- Омегатропіки (англ. Omegatropic, 2001)
- Революції на Землі (англ. Revolutions in the Earth, 2003)
- Епохи в хаосі (англ. Ages in Chaos, 2004)
- Наука аватара (англ. The Science of Avatar, 2011)